# Bordetella
Bordetella (/ˌbɔːrdəˈtɛlə/) là một chi nhỏ (0.2 – 0.7 µm), coccobacilli gram âm của phylum Proteobacteria. Các loài Bordetella, ngoại trừ B. petrii, là sinh vật hiếu khí bắt buộc, cũng như rất khó tính hoặc khó nuôi cấy. Tất cả các loài có thể lây nhiễm sang người. Ba loài đầu tiên được mô tả (B. pertussis, B. parapertussis, B. bronchiseptica); đôi khi được gọi là 'loài cổ điển'. Một trong số này (B. bronchiseptica) cũng di động.
B. pertussis và đôi khi B. parapertussis gây ho gà hoặc ho gà ở người, và một số chủng B. parapertussis có thể lây sang cừu. B. bronchiseptica hiếm khi lây nhiễm cho người khỏe mạnh, mặc dù bệnh ở những bệnh nhân suy giảm miễn dịch đã được báo cáo. B. bronchiseptica gây ra một số bệnh ở động vật có vú khác, bao gồm cả ho gà và viêm mũi teo ở chó và lợn, tương ứng. Các loài khác của chi gây ra các bệnh tương tự ở các động vật có vú khác và ở chim (B. hinzii, B. avium).
Chi Bordetella được đặt theo tên Jules Bordet.

## Sinh bệnh học
Nghiên cứu kỹ lưỡng nhất về loài Bordetella là B. bronchiseptica, B. pertussis và B. parapertussis, và sinh bệnh học của bệnh hô hấp do vi khuẩn này gây ra đã được xem xét. Sự lây nhiễm xảy ra do tiếp xúc trực tiếp, hoặc qua các giọt aerosol hô hấp, hoặc fomite. Vi khuẩn ban đầu thuận theo các tế bào biểu mô cúc trong mũi họng, và sự tương tác này với các tế bào biểu mô được trung gian bởi một loạt các chất kết dính protein. Chúng bao gồm haemaglutinin dạng sợi, pertactin, fimbriae, và độc tố ho gà (mặc dù biểu hiện độc tố ho gà là duy nhất đối với B. pertussis). Cũng như hỗ trợ tuân thủ các tế bào biểu mô, một số trong số này cũng liên quan đến sự gắn kết với các tế bào phản ứng miễn dịch.
Giai đoạn viêm ban đầu của nhiễm trùng tạo ra các triệu chứng tương tự như các triệu chứng của cảm lạnh thông thường, và trong thời gian này, số lượng lớn vi khuẩn có thể được phục hồi từ họng. Sau đó, vi khuẩn sinh sôi nảy nở và lây lan sâu hơn vào đường hô hấp, nơi tiết ra các độc tố gây ra hiện tượng ứ đọng và tạo điều kiện cho việc xâm nhập của vi khuẩn vào các tế bào cuống rỗ khí quản / phế quản. Một trong những độc tố đầu tiên được biểu hiện là cytotoxin khí quản, đó là một disaccharide-tetrapeptide có nguồn gốc từ peptidoglycan. Không giống như hầu hết các độc tố Bordetella khác, cytotoxin khí quản được biểu hiện một cách cấu thành, là một sản phẩm bình thường của sự phân hủy thành tế bào vi khuẩn. Các vi khuẩn khác tái chế phân tử này trở lại vào tế bào chất, nhưng trong Bordetella và Neisseria gonorrhoeae, nó được giải phóng vào môi trường. Bản thân độc tố cytotoxin có khả năng tái tạo sự tê liệt của thang cuốn mật, ức chế tổng hợp DNA trong các tế bào biểu mô và cuối cùng là giết chết giống nhau. Một trong những chất độc quan trọng nhất là độc tố adenylate cyclase, hỗ trợ sự trốn tránh miễn dịch tự nhiên. Chất độc được chuyển đến các tế bào miễn dịch thực bào khi tiếp xúc. Các chức năng tế bào miễn dịch sau đó bị ức chế một phần bởi sự tích lũy của cyclic AMP. Các hoạt động được phát hiện gần đây của độc tố adenylate cyclase, bao gồm sự hình thành lỗ thủng màng và sự kích thích của dòng calci, cũng có thể góp phần vào sự nhiễm độc của thực bào.

## Quy chế biểu hiện yếu tố độc lực
Sự biểu hiện của nhiều chất kết dính và độc tố của Bordetella được kiểm soát bởi hệ phản ứng hai thành phần BvgAS. Phần lớn những gì được biết về hệ thống điều tiết này dựa trên hoạt động với B. bronchiseptica, nhưng BvgAS có mặt trong B. pertussis, B. parapertussis và B. bronchiseptica và chịu trách nhiệm về biến đổi giai đoạn hoặc điều chế kiểu hình.
BvgS là một cảm biến kinase màng tế bào phản ứng với sự kích thích bằng cách phosphoryl hóa một tế bào chất protein chứa helix-turn-helix, BvgA. Khi phosphoryl hóa, BvgA đã tăng ái lực cho các vị trí gắn kết cụ thể trong chuỗi Bvg kích hoạt và có thể thúc đẩy phiên mã trong các xét nghiệm in vitro.
Hầu hết các độc tố và chất kết dính dưới sự kiểm soát BvgAS được thể hiện dưới điều kiện Bvg+ (nồng độ BvgA-Pi cao). Nhưng cũng có những gen biểu hiện duy nhất ở trạng thái Bvg−,đáng chú ý nhất là gen flagellin flaA. Việc điều chỉnh các gen bị ức chế Bvg được trung gian bởi sản phẩm của một khung đọc mở 624 bp ở hạ lưu của bvgA, cái gọi là protein ức chế Bvg, BvgR. BvgR liên kết với một chuỗi đồng thuận có mặt trong chuỗi mã hóa của ít nhất một số gen bị ức chế Bvg. Ràng buộc protein này vào trình tự đồng thuận biểu thị sự biểu hiện gen bằng cách giảm sự phiên mã.
Người ta không biết những gì về các tín hiệu sinh lý cho BvgS, nhưng in vitro BvgAS có thể bị bất hoạt bởi nồng độ magie sulfat hoặc niacin, hoặc bằng cách giảm nhiệt độ ủ đến ≤ 26 °C.
Việc xác định một đột biến điểm cụ thể trong gen BvgS khóa B. bronchiseptica trong giai đoạn Bvg trung gian cho thấy một nhóm các gen được điều chỉnh bởi BvgAS được phiên mã duy nhất dưới nồng độ trung bình của BvgA-Pi. Kiểu hình trung gian (Bvgi) này có thể được tái tạo ở dạng B. bronchiseptica hoang dại nhờ sự phát triển của vi khuẩn trong môi trường có chứa nồng độ trung gian của bộ điều biến BvgAS, axit nicotinic. Trong những điều kiện này, một số, nhưng không phải tất cả các yếu tố độc lực liên quan đến pha Bvg+ đều được thể hiện, cho thấy hệ thống điều tiết hai thành phần này có thể dẫn đến sự liên tục của các trạng thái kiểu hình đối với môi trường.